# Brieftaubenfotografie

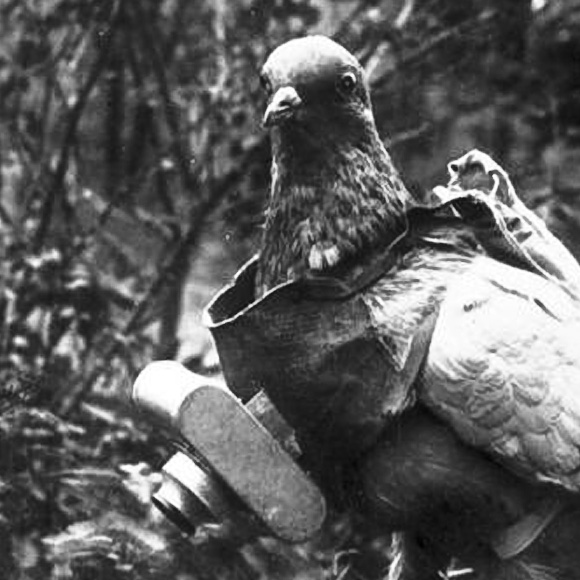
Brieftaube mit Fotoapparat, diente vermutlich der Luftaufklärung im Ersten Weltkrieg

Die Brieftaubenfotografie ist eine Anfang des 20. Jahrhunderts vom Kronberger Apotheker Julius Neubronner erfundene Methode der Luftbildfotografie. Dabei wird eine Brieftaube mit einem Geschirr versehen, an dem eine leichte, zeitgesteuerte Miniaturkamera befestigt ist. Neubronners Experimente endeten nach dem Ersten Weltkrieg, da das Militär das Interesse an der Erfindung verlor. Die Technik wurde jedoch später vorübergehend von dem Uhrmacher Christian Adrian Michel aus Walde im Kanton Aargau wieder aufgenommen sowie Berichten zufolge auch vom deutschen und französischen Militär und später der CIA.

## Ursprünge
Die ersten fotografischen Luftbildaufnahmen machte 1858 der französische Luftschiffer Nadar; die älteste erhaltene machte 1860 James Wallace Black ebenfalls vom Ballon aus. Fortschritte der Fotografietechnik gestatteten am Ende des 19. Jahrhunderts den Einsatz in unbemannten Fluggeräten. So experimentierte Arthur Batut in den 1880er Jahren mit Fotografie von Drachen aus. Viele andere folgten ihm, und 1896 machte William Abner Eddy mit dieser Technik gute Aufnahmen. Amedee Denisse rüstete 1888 eine Rakete mit Kamera und Fallschirm aus, und Alfred Nobel betrieb 1897 ebenfalls Raketenfotografie.
Brieftauben wurden im 19. und 20. Jahrhundert häufig verwendet, vor allem in der zivilen Taubenpost und als Boten im Krieg. Im Deutsch-Französischen Krieg von 1870/71 transportierte die berühmte Pariser Taubenpost bis zu 50.000 auf Mikrofilm übertragene Telegramme pro Taubenflug von Tours in die belagerte französische Hauptstadt – insgesamt 100.000 Staatsdepeschen und eine Million Privatnachrichten.
In einem Experiment der kaiserlich-russischen technischen Gesellschaft Sankt Petersburg erstellte Alexander von Kowanko, der Chef des russischen Ballon-Korps, im Jahr 1889 Luftaufnahmen aus dem Ballon und sandte die entwickelten Kollodium-Negative per Brieftaube auf den Boden.

## Julius Neubronner

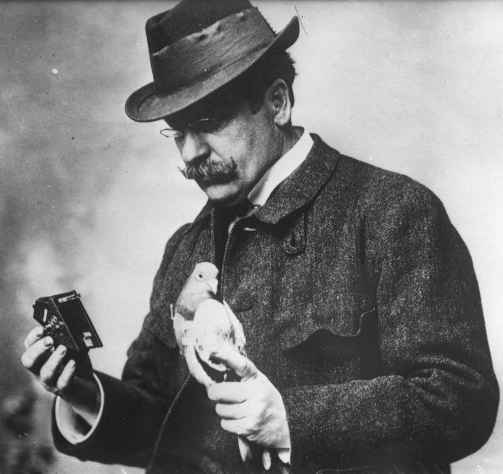
Julius Neubronner (1914)

Im Jahr 1903 kam Julius Neubronner, Hofapotheker in Kronberg im Taunus nahe Frankfurt am Main, auf die schon ein halbes Jahrhundert früher von seinem Vater ausgeübte Technik zurück, sich Rezepte durch Brieftauben schicken zu lassen. Darüber hinaus lieferte er auch dringende Medikamente bis zu einem Gewicht von 75 Gramm mit derselben Methode und versah seinen Frankfurter Grossisten mit einigen Tauben, um selbst schneller beliefert zu werden. Als eine seiner Tauben beim Transport eines Rezeptes im Nebel die Orientierung verlor und rätselhafterweise erst mit vier Wochen Verspätung wohlgenährt eintraf, kam der leidenschaftliche Amateurfotograf auf den zunächst scherzhaften Einfall, seine Tauben mit automatischen Fotoapparaten auszustatten, die ihren Weg aufzeichnen. Dieser Gedanke bewog ihn, den Brieftaubensport mit der Amateurfotografie zu einem neuen „Doppelsport“ zu vereinigen.
Neubronner begann mit der Entwicklung einer leichten Miniaturkamera, die mit Hilfe eines Geschirrs aus Gummilitze und Leder und eines Kürass aus Aluminium auf der Brust der Taube gehalten wurde. Die Tauben wurden durch Holzmodelle im Gewicht von 30 bis 75 Gramm vorsichtig an ihre Last gewöhnt. Zur Aufnahme eines Luftbildes brachte Neubronner eine Brieftaube zu einem Ort bis zu etwa 100 Kilometer von ihrem Schlag, versah sie mit einer Kamera und entließ sie. Der Vogel, darauf bedacht, von seiner Last befreit zu werden, flog typischerweise den direkten Weg, in einer Höhe von 50 bis 100 Meter. Ein pneumatischer Mechanismus in der Kamera regelte die Zeitverzögerung vor der Aufnahme. Der Taubenschlag hatte für die Aufnahme der Kameratauben mit ihrer Last ein geräumiges und elastisches Flugbrett und ein großes, nur einwärts passierbares Einflugloch.

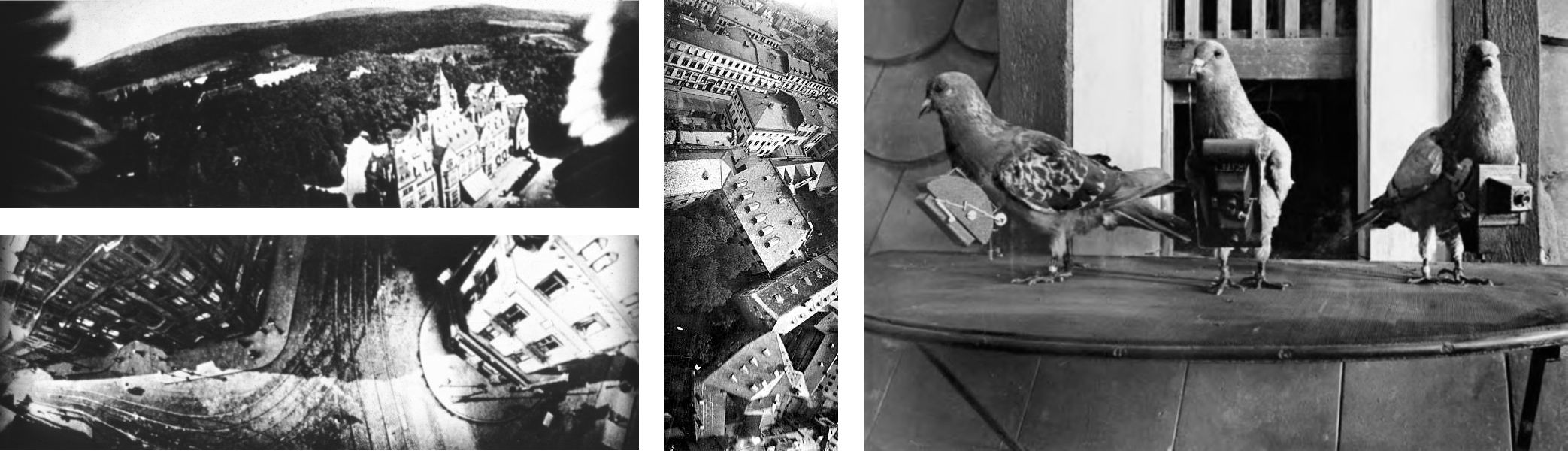
Luftaufnahmen von Schlosshotel Kronberg (oben links) und Frankfurt am Main (unten links und Mitte); Tauben mit Kameras (rechts).

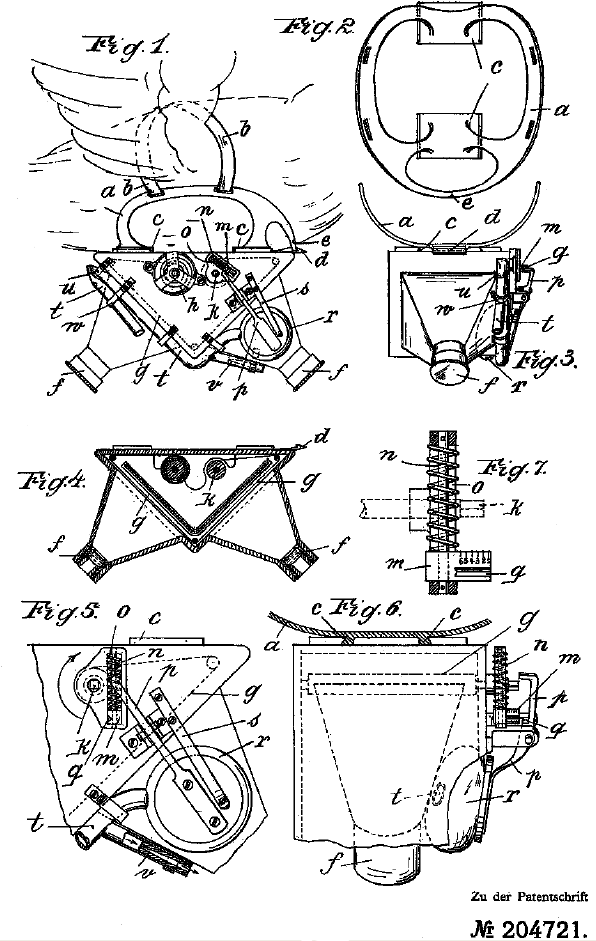
Taubenkamera mit zwei Objektiven (Patentskizzen)

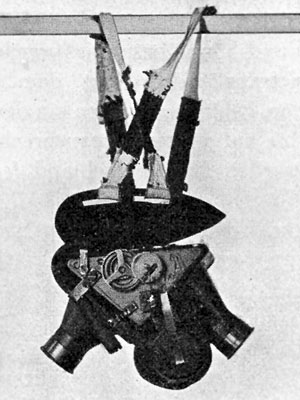
Die patentierte Kamera mit Kürass, am Geschirr aufgehängt

Neubronner zufolge gab es bis 1920 rund ein Dutzend verschiedene Modelle seiner Kamera. 1907 hatte er hinreichenden Erfolg für eine Patentanmeldung. Seine Erfindung „Verfahren und Vorrichtung zum Photographieren von Geländeabschnitten aus der Vogelperspektive“ wurde vom Kaiserlichen Patentamt zunächst als unausführbar abgelehnt, nach Nachreichung von Aufnahmeresultaten jedoch im Dezember 1908 angenommen. (Die Ablehnung basierte auf einer verbreiteten falschen Vorstellung über die Tragekapazität von Haustauben.) 1909 wurde die Technik durch Neubronners Teilnahme an der Internationalen Photographischen Ausstellung in Dresden (auf Einladung des Verlagshauses von August Scherl) und der ersten Internationalen Luftschiffahrtausstellung, damals noch in Frankfurt am Main, weiter bekannt. Zuschauer in Dresden konnten das Einfliegen der Tauben beobachten, und die mitgebrachten Luftaufnahmen wurden an Ort und Stelle in Postkarten umgesetzt. Die Erfindung wurde in Dresden prämiert, ebenso wie 1910 und 1911 auf der zweiten und dritten Pariser Luftfahrtschau.
Ein Foto von Schlosshotel Kronberg (damals Schloss Friedrichshof) wurde berühmt, da es zufällig die Flügelspitzen der Taube zeigte. Das Bild wurde 1929 unter Verletzung des Urheberrechts in der Wochenschau in den deutschen Kinos gezeigt, nach Intervention der Familie Neubronner jedoch herausgeschnitten.
Die verschiedenen Kameramodelle waren recht unterschiedlich gebaut. In einem 1911 erschienenen Artikel wurden vier Typen aufgezählt: Eine gewöhnliche Kamera mit einem Objektiv, eine in Anführungszeichen als „Panoramakamera“ bezeichnete Kamera, eine Kamera mit zwei Objektiven sowie eine Kamera für acht aufeinanderfolgende Fotos. Dem Artikel zufolge hatte die größte und schwerste von ihnen Abmessungen von etwa 10 mal 6,5 Zentimetern und wog etwa 75 Gramm.
- Die Kamera mit zwei Objektiven der Brennweite 4 cm machte gleichzeitig zwei Aufnahmen mit einem Format von fünf mal fünf Zentimeter: eine nach vorn und eine senkrecht nach unten.[12] Bei diesem auch in der Patentschrift beschriebenen Modell teilten sich die beiden Objektive einen gemeinsamen Schlitzverschluss-Mechanismus, der sich parallel zur Flugrichtung bewegte.[10] Ein ähnliches Modell, bei dem beide Objektive in dieselbe Richtung gerichtet waren, erlaubte die Erstellung von stereoskopischen Aufnahmen.
- Bei einem Modell war das Objektiv an einem Balg angebracht, der sich unmittelbar nach Auslösung der Aufnahme durch eine Scherenkonstruktion verkleinerte. Dies ermöglichte eine Aufnahme im Format 6 cm × 9 cm bei einer Brennweite von 8,5 cm.
- Um 1910 entwickelte Neubronner die Doppel-Sport-Panoramakamera, die Panoramaaufnahmen im Format 3 cm × 8 cm machte. Wie die anderen Modelle ging sie jedoch nicht in Serienproduktion.[13]
- Das letzte Modell (vor 1920) wog knapp unter 40 Gramm und machte 12 Aufnahmen.[9]

Ein bekanntes Foto von drei ausgestopften Tauben mit Kameras (siehe oben) zeigt rechts eine Kamera mit nur einem Objektiv, in der Mitte eine Kamera mit zwei Objektiven und links die Panoramakamera.
1920 konstatierte Neubronner, dass zehn Jahre harte Arbeit und beträchtliche Ausgaben nur durch die Aufnahme ins Konversationslexikon belohnt worden seien sowie durch das Bewusstsein, dass eine Hilfstechnologie, der unten beschriebene mobile Taubenschlag, im Weltkrieg seinem Land genützt hatte. Inzwischen ist Neubronners Erfindung auch im Museum angekommen, so z. B. in der Sammlung des Agfa Foto-Historamas in Köln. Die Doppel-Sport-Kamera ist außer im Kronberger Stadtmuseum auch im Deutschen Technikmuseum Berlin sowie im Deutschen Museum in München zu sehen.

## Erster Weltkrieg
Von Anfang an war Neubronners Erfindung zumindest teilweise durch die Aussicht auf militärische Verwertbarkeit motiviert. Zur damaligen Zeit war die fotografische Luftaufklärung möglich, aber umständlich, da sie auf Ballons, Drachen oder Raketen angewiesen war. Der erfolgreiche Flug der Brüder Wright im Jahr 1903 eröffnete neue Möglichkeiten, die im Ersten Weltkrieg perfektioniert werden sollten. Aber auch danach versprach die Brieftaubenfotografie – trotz aller praktischen Schwierigkeiten – zusätzliche detailliertere Aufnahmen aus geringerer Höhe zu liefern.

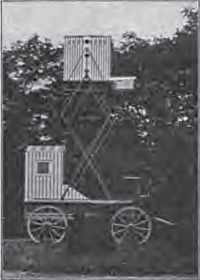
Neubronners mobiler Taubenschlag mit Dunkelkammer, wie auf den Ausstellungen 1909 vorgestellt

Das Preußische Kriegsministerium zeigte grundsätzlich Interesse an der Erfindung, aber die anfängliche Skepsis ließ sich nur durch eine Reihe von erfolgreichen Vorführungen abbauen. Es zeigte sich, dass die Tauben relativ unempfindlich auf Detonationen reagierten, aber eine bedeutende Schwierigkeit unter Kriegsbedingungen war die Tatsache, dass es relativ lange dauert, Brieftauben an einen auch nur wenige Meter versetzten Taubenschlag zu gewöhnen. Das Problem, die Umlernzeit von Brieftauben nach der Versetzung des Schlages zu minimieren, war von der italienischen Armee um 1880 mit einigem Erfolg angegangen worden, und der französische Artilleriekapitän Reynaud löste es schließlich, indem er Brieftauben in einem herumziehenden Taubenschlag aufzog. Es ist nicht klar, ob Neubronner diese Arbeiten bekannt waren. Er wusste jedoch, dass es eine Lösung geben musste, denn er hatte von einem Schausteller gehört, der mit seinem Taubenschlag im Wagen herumzog. Schon auf den Ausstellungen 1909 in Dresden und Frankfurt stellte Neubronner einen kleinen Wagen vor, der eine Dunkelkammer mit einem Taubenschlag in auffälligen Farben kombinierte. In monatelanger anstrengender Arbeit richtete er junge Tauben ab, in den Schlag zurückzukehren, auch wenn er versetzt wurde.
1912 löste Neubronner die ihm 1909 gestellte Aufgabe, die Wasserwerke von Berlin-Tegel nur mit Hilfe seines fahrbahren Taubenschlages aus der Luft zu fotografieren. Nach fast zehn Jahren Verhandlungen wollte der Staat im August 1914 die Erfindung im Zuge eines Manövers in Straßburg selbst testen und dann übernehmen. Die Pläne wurden jedoch durch den Kriegsausbruch vereitelt. Neubronner musste seine Tauben und seine gesamte Ausrüstung der Armee zur Verfügung stellen, die sie im Felde mit befriedigenden Resultaten testete. Die Brieftaubenfotografie wurde der Nachrichtenabteilung unterstellt.
Der Luftaufklärung durch Brieftaubenfotografie war letztlich kein Erfolg beschieden. Stattdessen erfuhren unter den neuen Bedingungen des Stellungskrieges die Brieftauben in ihrer hergebrachten Rolle als Boten eine Renaissance. Der fahrbare Taubenschlag fand seinen Weg zur Schlacht um Verdun, wo er sich so sehr bewährte, dass ähnliche Einrichtungen in größerem Ausmaß bei der Somme-Schlacht genutzt wurden. Nach dem Krieg schrieb das Kriegsministerium an Neubronner, dass die Brieftaubenfotografie keinerlei militärischen Nutzen mehr hätte und weitere Experimente nicht gerechtfertigt seien.
Das Internationale Spionagemuseum in Washington, D.C. hat der Brieftaubenfotografie und den Brieftauben im Ersten Weltkrieg einen kleinen Raum gewidmet.

## Zweiter Weltkrieg

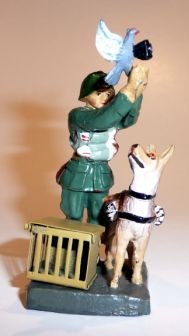
Spielzeugsoldat mit Kamerataube

Trotz der direkt nach dem Ersten Weltkrieg erfolgten Ablehnung der Erfindung scheint das deutsche Militär in den dreißiger Jahren in München Brieftauben für Fotografie trainiert zu haben, und zwar mit Taubenkameras, die auf einem Flug 200 Aufnahmen machen konnten. Der 1932 gestorbene Erfinder der Methode war daran wohl nicht mehr beteiligt. Aber die Deutschen waren jetzt nicht mehr die einzigen, die diese Technik für sich reklamierten. Das französische Militär erklärte, Filmkameras für Tauben zu besitzen, sowie eine Methode entwickelt zu haben, um die Tauben mittels trainierter Hunde hinter die feindlichen Linien zu bringen und dort starten zu lassen.

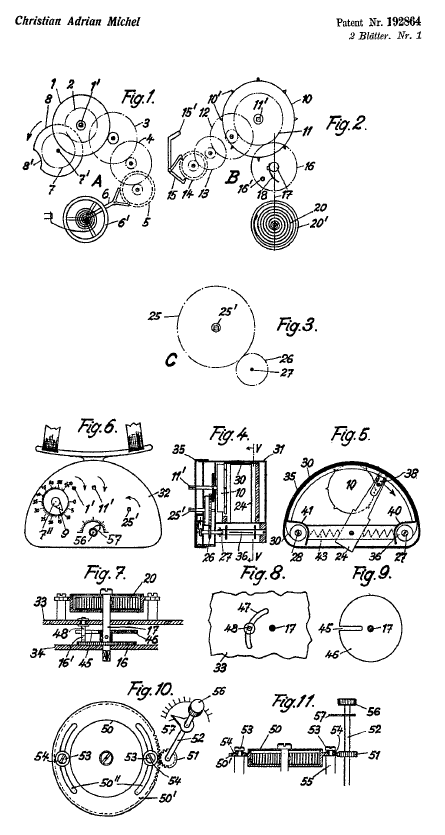
Skizzenblatt aus dem Patent von Adrian Michel

Obwohl Brieftauben und mobile Taubenschläge auch im Zweiten Weltkrieg auf beiden Seiten ausgiebig genutzt wurden, ist nicht ersichtlich, ob oder in welchem Ausmaß Brieftauben tatsächlich in der Luftaufklärung eingesetzt wurden. Auf alliierter Seite kursierten offenbar Gerüchte, die Deutschen und die Japaner würden Neubronners Erfindung einsetzen, und noch 1943 wurde berichtet, die amerikanischen Nachrichtentruppen seien sich der Möglichkeit einer Anwendung von Brieftaubenfotografie bewusst, hätten sie jedoch noch nicht offiziell angenommen.
Fest steht nur, dass die Brieftaubenfotografie während des Zweiten Weltkriegs durch Kriegsspielzeug ihren Weg in die Kinderzimmer fand. Unter den Massefiguren der Marke Elastolin, die teils noch Motive aus der Zeit vor 1918 mit aktualisierten Uniformen zeigten, war ungefähr ab 1935 auch ein Nachrichtensoldat mit Taubentransporthund. Der Soldat lässt eine Taube fliegen, die eine etwas überdimensionierte Taubenkamera trägt.
Dank der Ermittlungen des Schweizerischen Fotoapparatemuseums in Vevey ist sehr viel mehr über die etwa gleichzeitig entwickelten Taubenkameras des Schweizer Uhrmachers Christian Adrian Michel (1912–1980) in Walde im Aargau bekannt. 1931 zum Brieftauben-Hilfsdienst des Schweizer Militärs eingeteilt, passte er ab 1933 Neubronners Doppel-Sport-Kamera an 16-mm-Film an und verbesserte sie durch eine Mechanik, welche die Verzögerungen beim ersten Bild sowie zwischen den Aufnahmen kontrollierte und den Film transportierte. Trotzdem blieb die 1937 patentierte Kamera mit 70 g unterhalb der kritischen Gewichtsgrenze. Es handelte sich wohl um einen der ersten Fotoapparate mit Federwerk.
Michels Plan, die Kamera der Schweizer Armee anzubieten, scheiterte, als er keinen Produzenten für die Serienproduktion fand. Insgesamt gab es nicht mehr als etwa 100 Kameras dieses Typs. Nach Ausbruch des Zweiten Weltkriegs patentierte Michel eine Hülse zum Transport kleiner Gegenstände wie Filmrollen durch Brieftauben. In der Zeit von 2002 bis 2007 wurden drei von Michels Brieftaubenkameras von Christie’s in London versteigert.
Das Schweizer Fotoapparatemuseum besitzt circa 1000 Aufnahmen, die während der Entwicklung von Michels Kamera für Testzwecke gemacht wurden. Im Katalog der Ausstellung Des pigeons photographes? im Jahr 2007 werden sie eingeteilt in
- Testbilder auf dem Boden oder von einem Fenster,
- Bilder in Menschenperspektive vom Boden oder von erhöhten Punkten aus,
- Luftaufnahmen aus dem Flugzeug,
- Luftaufnahmen aus relativ großer Höhe, die vermutlich von aus dem Flugzeug abgesetzten Brieftauben stammen
- eine kleine Anzahl[34] von typischen Brieftauben-Luftaufnahmen.[35]

## Nach dem Zweiten Weltkrieg

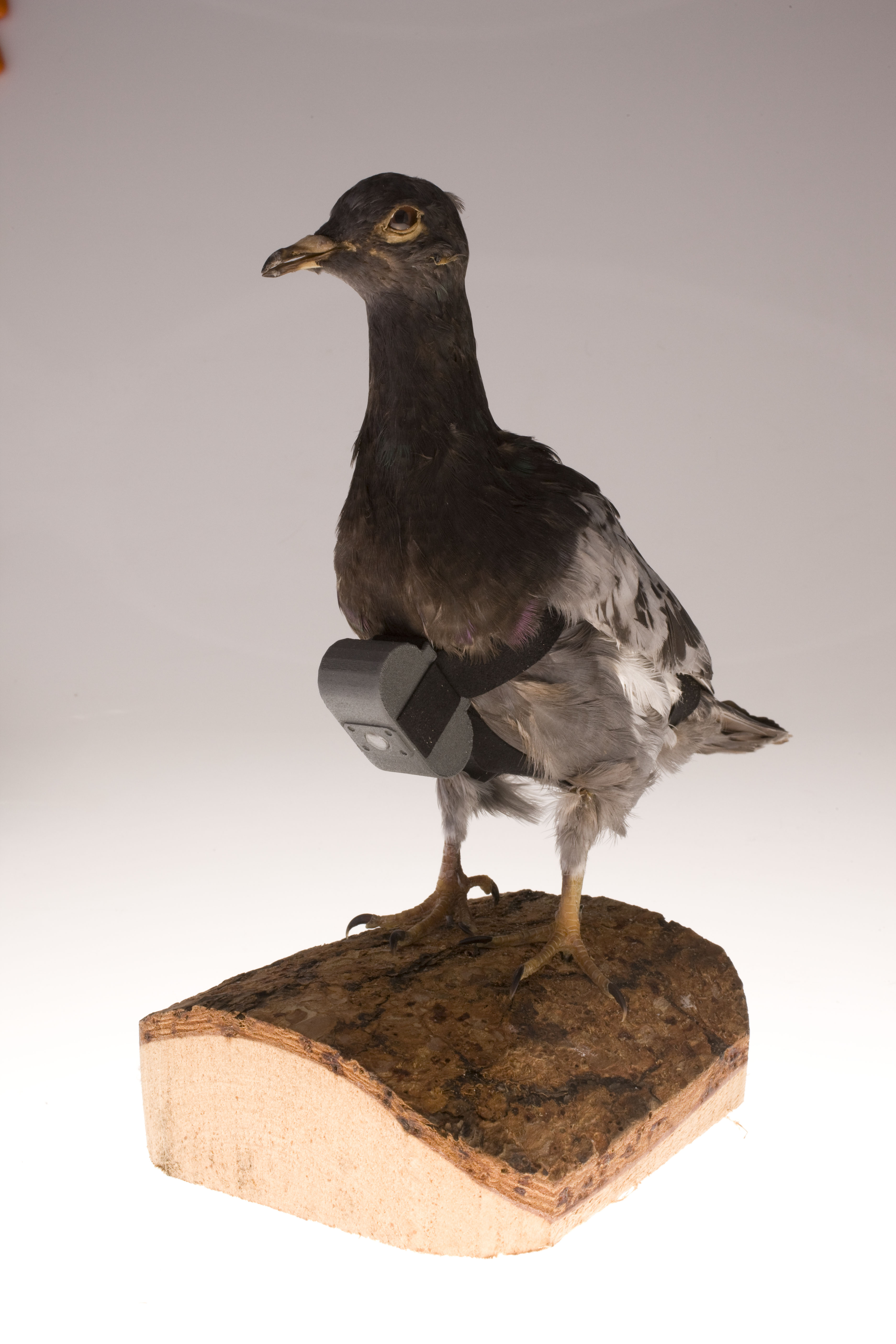
Taubenkamera im CIA Museum

Im virtuellen Rundgang des (anders nicht öffentlich zugänglichen) CIA-Museums wird eine von der CIA benutzte batteriebetriebene Taubenkamera gezeigt. Details ihres Einsatzes unterliegen noch der Geheimhaltung. Medienberichten zufolge wurde diese Kamera in den 1970er Jahren eingesetzt, wobei die Tauben aus einem Flugzeug heraus frei gelassen wurden; die Technik war jedoch nicht erfolgreich.
1978 druckte das französischsprachige Schweizer Magazin L’illustré eine Luftaufnahme der Gotthelfstraße in Basel, die von einer Taube von Febo de Vries-Baumann mit einer Hydraulik-Kamera gemacht wurde.
In den 1980er Jahren stellte Rolf Oberländer eine kleine Anzahl hochwertiger Kopien der Doppel-Sport-Kamera her, von denen das Schweizer Fotoapparatemuseum 1999 eine erwarb. Manche wurden wohl auch als Originale verkauft.
2002/2003 experimentierte der Aktionskünstler und Taubenliebhaber Amos Latteier mit Brieftaubenfotografie. Er benutzte APS- und digitale Kameras und verarbeitete seine Forschungen, Erlebnisse und Resultate zu „PowerPointillistischen“ Vorlesungs-Events in Portland (Oregon).
In der Dornröschen-Verfilmung von Arend Agthe (2008) erfindet der Prinz die Brieftaubenfotografie und entdeckt Dornröschen auf einem der Fotos.